# كورولوفو
كورولوفو (بالروسية: Курлово) هي إحدى مدن روسيا في الكيان الفدرالي الروسي فلاديمير أوبلاست.